# Piz Bardella
Der Piz Bardella ⓘ ist ein Berg nordwestlich vom Julierpass im Kanton Graubünden in der Schweiz mit einer Höhe von 2839 m ü. M. Er ist ein langgezogener, im Gipfelbereich schmaler, ausgesetzter, in Nord-Süd-Richtung verlaufender Grat. Der Name könnte vom Sattel Bardella herrühren. Die Bardella, auch Maremmana genannt, ist der Sattel der Butteri, der Rinderhirten der Toskana.

## Lage und Umgebung
Der Piz Bardella gehört zum Err-Gebiet, einer Untergruppe der Albula-Alpen. Der Berg befindet sich komplett auf Gemeindegebiet von Surses. Der Piz Bardella wird im Osten durch die Val d’Agnel und im Westen durch die Mulde von Vairana eingefasst.
Zu den Nachbargipfeln gehören der Piz Neir, der Piz Campagnung, der Corn Alv und der Piz Valetta.
Talort ist Bivio. Häufiger Ausgangspunkt ist der Parkplatz Val d’Agnel, bei der Strassenkehre unterhalb La Veduta an der Julierpassstrasse.

## Windstation

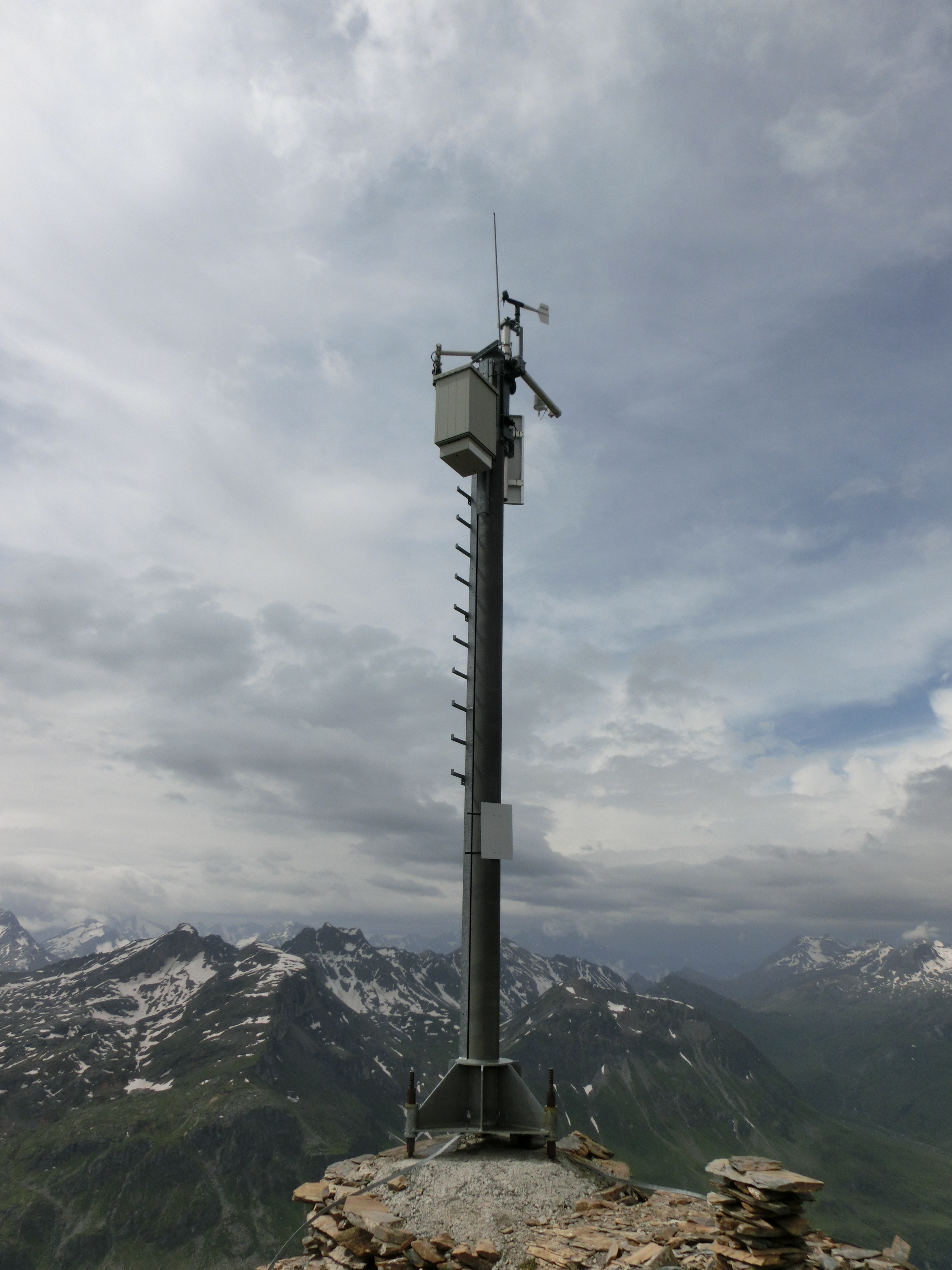
Windmessstation des WSL-Institutes für Schnee- und Lawinenforschung SLF in Davos auf dem Piz Bardella.

Auf dem Gipfel des Piz Bardella befindet sich eine von 160 Windstationen des Interkantonalen Mess- und Informationssystems (IMIS). Das System wird in Zusammenarbeit von Bund, Kantonen, Gemeinden, dem WSL-Institut für Schnee- und Lawinenforschung SLF sowie von weiteren Interessenverbände betrieben. Die dazugehörende Schneestation befindet sich in der Mulde Vairana, südwestlich des Piz Bardella, auf 2430 m ü. M. Die Windstation misst halbstündlich Windgeschwindigkeit (Mittel und Spitze), Windrichtung, Lufttemperatur und relative Luftfeuchtigkeit. Der Lawinenwarndienst sowie Sicherheitsbeauftragte der ganzen Schweiz werden so mit aktuellen Informationen aus entlegenen und/oder unzugänglichen Gebieten versorgt. Die Daten können auf der Webseite des SLF angeschaut werden.

## Routen zum Gipfel
|  | - Ausgangspunkt: Parkplatz Val d’Agnel, bei der Strassenkehre unterhalb La Veduta an der Julierpassstrasse (2198 m) - Via: Südschulter (2747 m) - Schwierigkeit: L - Zeitaufwand: 2 Stunden - Bemerkung: Lohnender Aufstieg nur schon bis zur aussichtsreichen Südschulter (2747 m) Bis zum Nordgipfel leicht erreichbar. Der ausgesetzte Grat zwischen dem Nord- und dem Hauptgipfel ist gemäss Führer für Leute, die abenteuerliche Kletterei schätzen. - Ausgangspunkt: Parkplatz Val d’Agnel, bei der Strassenkehre unterhalb La Veduta an der Julierpassstrasse (2198 m) - Via: Val d’Agnel, Richtung Fuorcla digl Leget bis ca. 2650 m, Nordgrat zum Nordgipfel (2820 m) - Schwierigkeit: WS - Zeitaufwand: 2½ Stunden - Bemerkung: Bis P. 2650 als Wanderweg weiss-rot-weiss markiert, bis zum Nordgipfel L. |

## Galerie

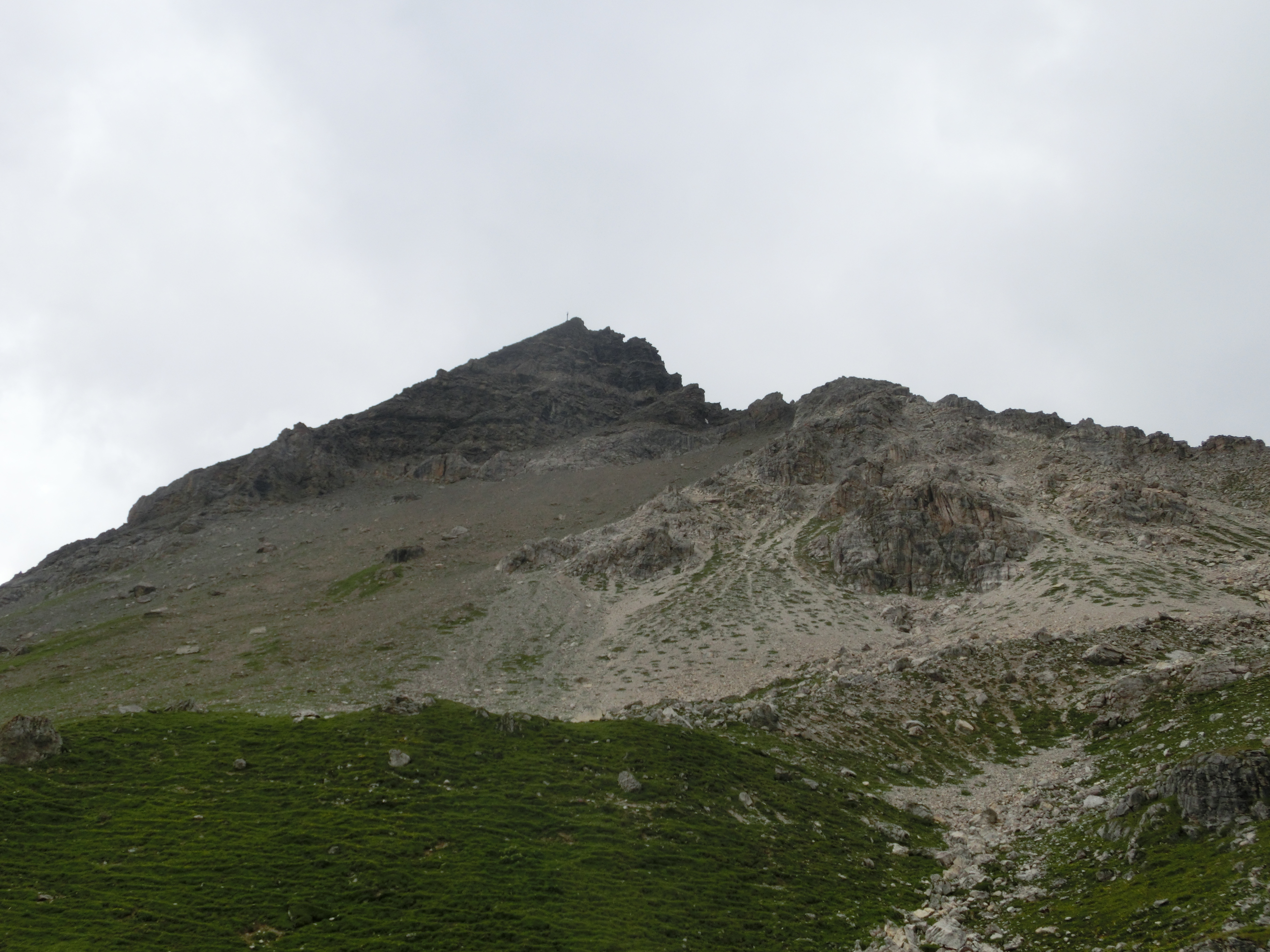
Piz Bardella, aufgenommen von der Val d’Agnel.
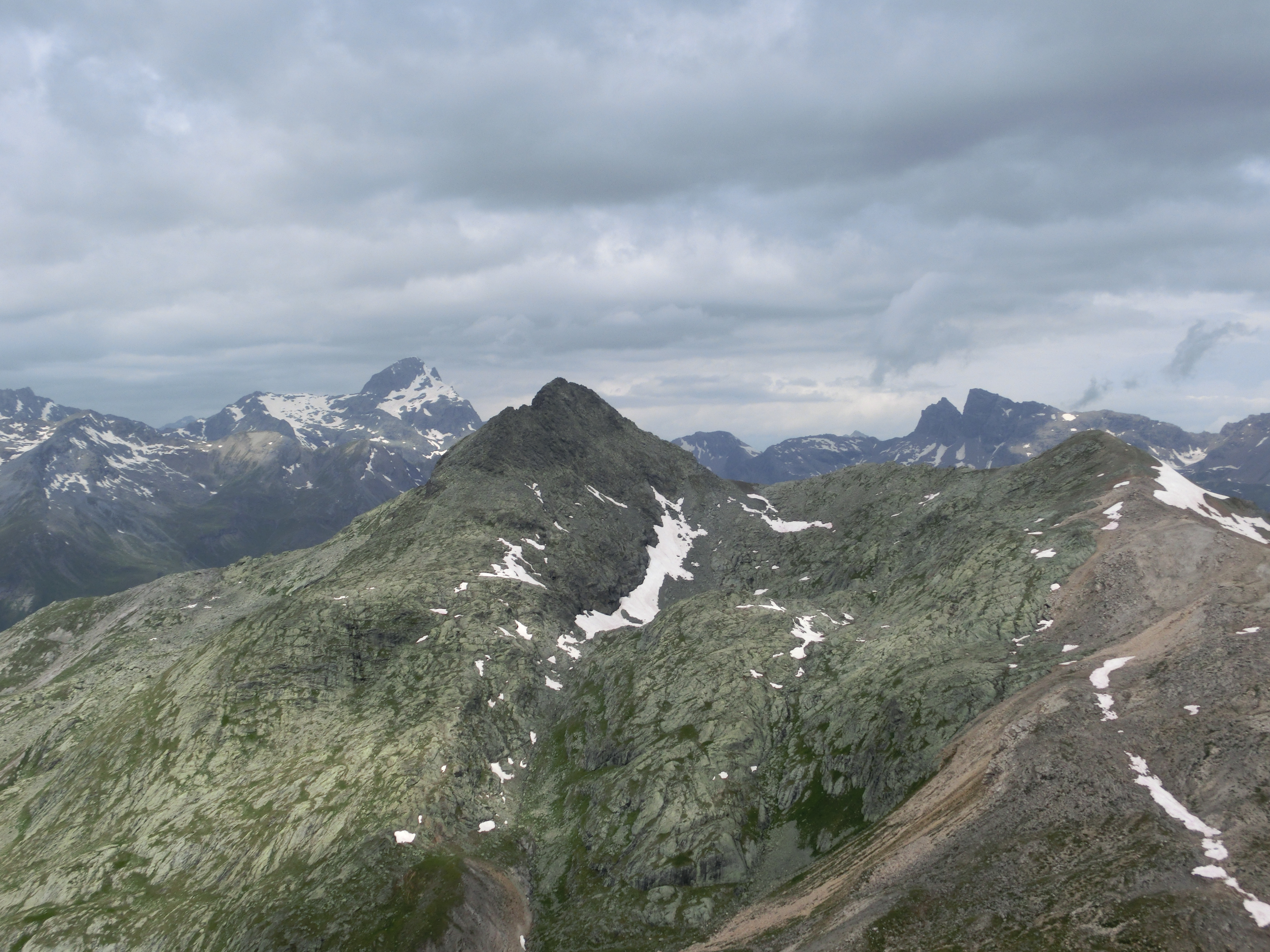
Blick vom Piz Bardella nach Westen zum Piz Neir und Crappa da Tocf. Im Hintergrund der Piz Platta und der Piz Forbesch.
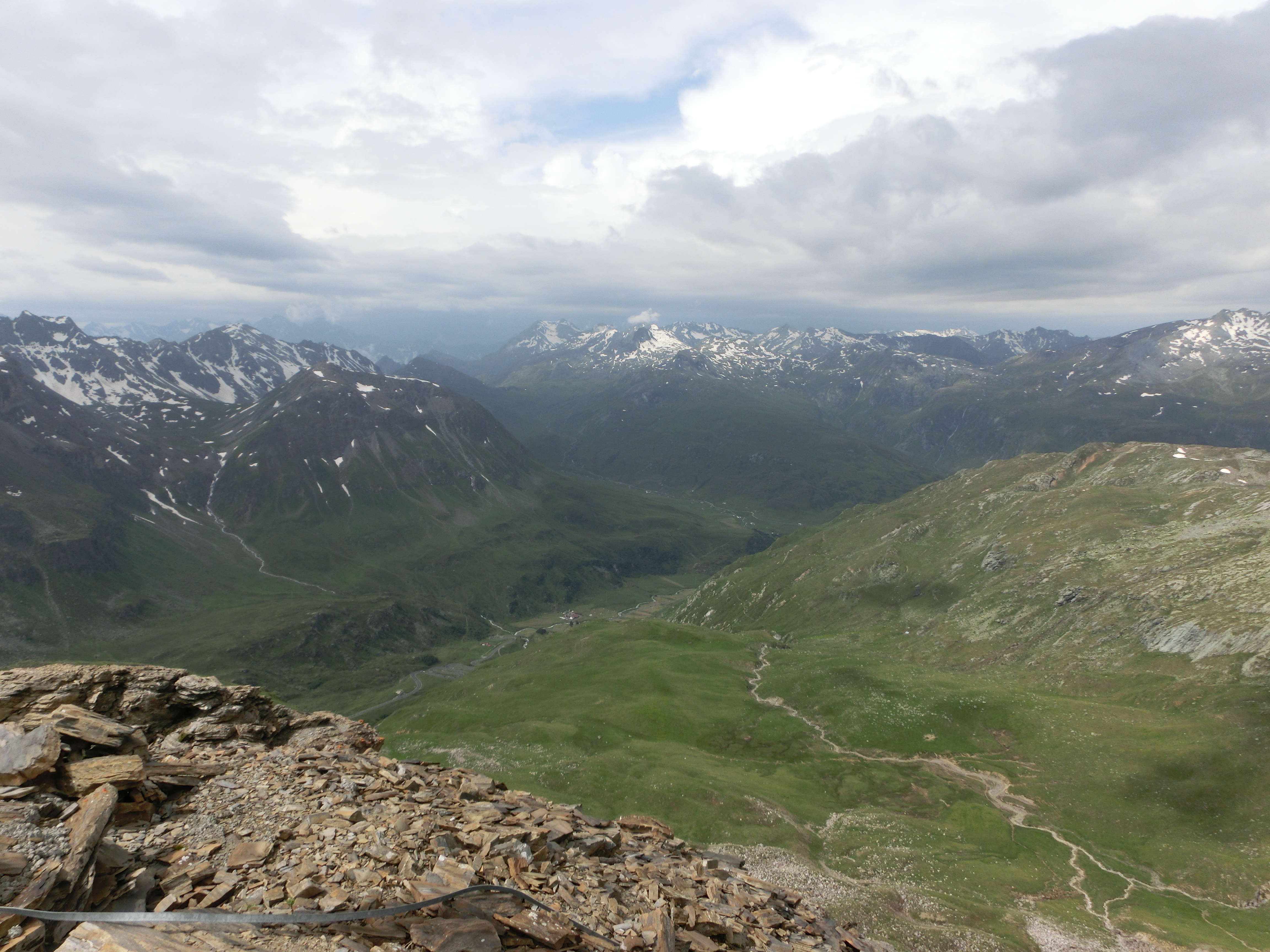
Blick nach Südwesten zur Passstrasse und der Tgavretga im Hintergrund.
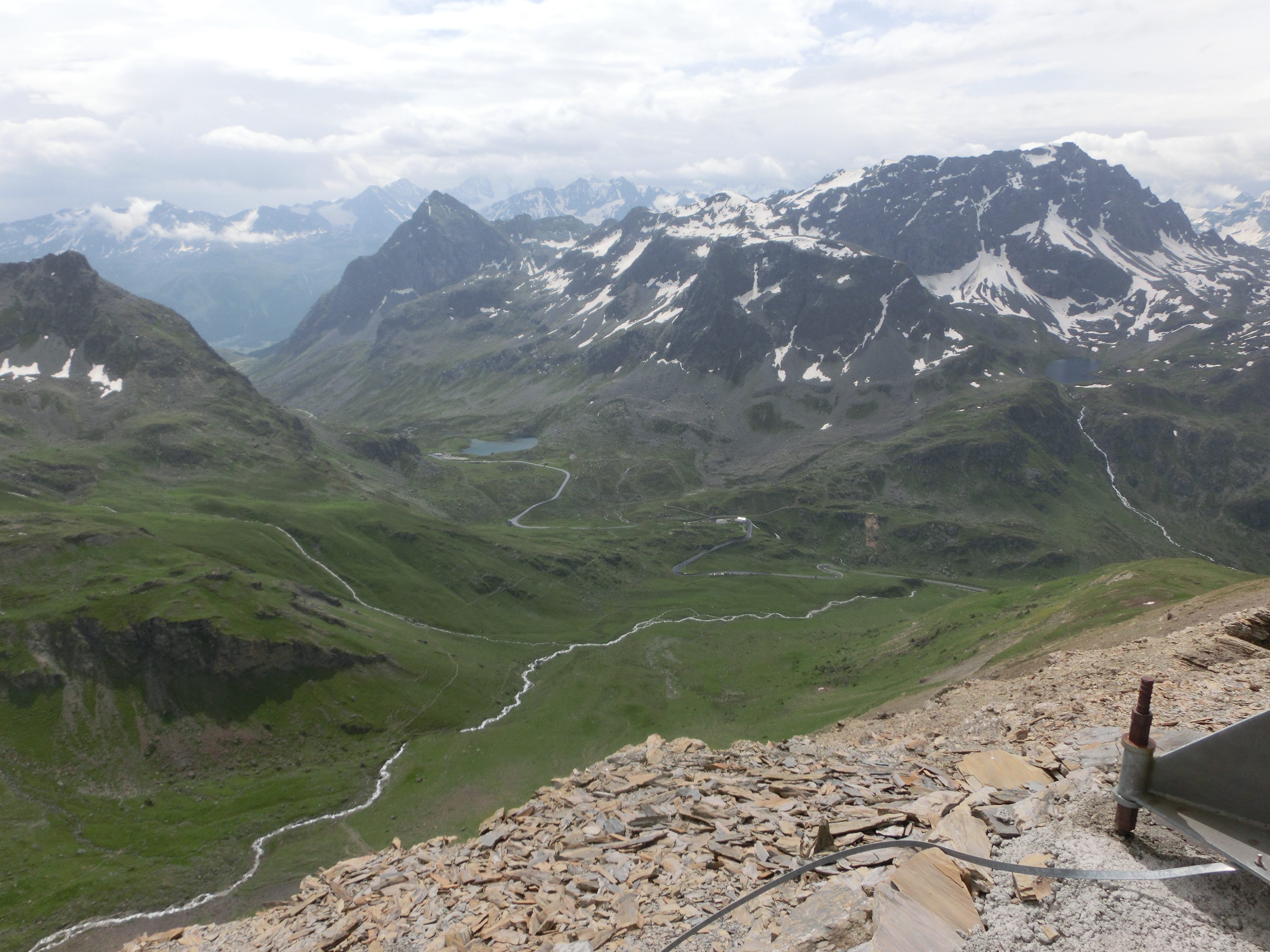
Blick zum Julierpass und Piz Polaschin. Noch weiter im Hintergrund die Berninagruppe.